# Canadian Club (whiskey)
Pour les articles homonymes, voir Canadian Club.
 (décembre 2011).
Si vous disposez d'ouvrages ou d'articles de référence ou si vous connaissez des sites web de qualité traitant du thème abordé ici, merci de compléter l'article en donnant les références utiles à sa vérifiabilité et en les liant à la section « Notes et références ».
Le Canadian Club est une marque de whisky canadien. La production a débuté en 1858 à Detroit (USA) sous le nom de Walker’s Club Whiskey et le fondateur est Hiram Walker.
Sous la prohibition Hiram Walker décida d'installer la distillerie à Windsor, Ontario (Canada) de l'autre côté de la rivière Détroit.